# Сидоров, Максим Викторович
Максим Викторович Сидоров (13 мая 1986 года, Москва, СССР) — российский толкатель ядра. Бронзовый призёр чемпионата Европы в помещении (2011), чемпион России (2009, 2011). Участник Олимпиады в Лондоне 2012 года. Мастер спорта России международного класса.
В октябре 2017 года Всероссийская федерация легкой атлетики (ВФЛА) дисквалифировала Максима Сидорова за нарушение антидопинговых правил. В допинг-пробе Сидорова был обнаружен запрещенный препарат индапамид. Он дисквалифицирован на 1 год, начиная с 3 июля 2017 года.

## Основные результаты
| Год  | Турнир                          | Место проведения       | Место | Результат |
| ---- | ------------------------------- | ---------------------- | ----- | --------- |
| 2005 | Чемпионат Европы среди юниоров  | Каунас, Литва          | 3-е   | 19.32 м   |
| 2006 | Чемпионат России среди молодёжи | Саранск, Россия        | 7-е   | 16.89 м   |
| 2006 | Чемпионат России в помещении    | Москва, Россия         | 10-е  | 17.31 м   |
| 2007 | Чемпионат Европы среди молодёжи | Дебрецен, Венгрия      | 8-е   | 18.24 м   |
| 2007 | Чемпионат России                | Тула, Россия           | 5-е   | 18.86 м   |
| 2007 | Универсиада                     | Бангкок, Таиланд       | 1-е   | 20.01 м   |
| 2008 | Чемпионат России в помещении    | Москва, Россия         | 7-е   | 18.54 м   |
| 2008 | Чемпионат России среди молодёжи | Челябинск, Россия      | 1-е   | 18.88 м   |
| 2008 | Чемпионат России                | Казань, Россия         | 4-е   | 19.98 м   |
| 2009 | Чемпионат Европы в помещении    | Турин, Италия          | 21-е  | 18.01 м   |
| 2009 | Чемпионат России                | Чебоксары, Россия      | 1-е   | 20.92 м   |
| 2009 | Чемпионат мира                  | Берлин, Германия       | 16-е  | 18.92 м   |
| 2010 | Чемпионат России в помещении    | Москва, Россия         | 1-е   | 19.38 м   |
| 2010 | Чемпионат России                | Саранск, Россия        | 4-е   | 18.91 м   |
| 2011 | Чемпионат России в помещении    | Москва, Россия         | 1-е   | 20.70 м   |
| 2011 | Чемпионат Европы в помещении    | Париж, Франция         | 3-е   | 20,55 м   |
| 2011 | Чемпионат России                | Чебоксары, Россия      | 1-е   | 21.45 м   |
| 2011 | Чемпионат мира                  | Тэгу, Южная Корея      | 15-е  | 19.95 м   |
| 2012 | Чемпионат России в помещении    | Москва, Россия         | 1-е   | 20.98 м   |
| 2012 | Чемпионат мира в помещении      | Стамбул, Турция        | 5-е   | 20,78 м   |
| 2012 | Чемпионат России                | Москва, Россия         | 1-е   | 21.51 м   |
| 2012 | Олимпийские игры                | Лондон, Великобритания | 11-е  | 20,41 м   |
| 2013 | Чемпионат России в помещении    | Москва, Россия         | 1-е   | 20.10 м   |
| 2013 | Чемпионат Европы в помещении    | Гётеборг, Швеция       | 12-е  | 19,58 м   |
| 2013 | Чемпионат мира                  | Москва, Россия         | 13-е  | 19.63 м   |